# 1645
| 1645               |
| ------------------ |
| Dødsfald - Fødsler |
| • Begivenheder     |

| Gregoriansk kalender | 1645 MDCXLV             |
| Ab urbe condita      | 2398                    |
| Armensk kalender     | 1094 ԹՎ ՌՂԴ             |
| Kinesiske kalender   | 4341 – 4342 甲申 – 乙酉 |
| Etiopisk kalender    | 1637 – 1638             |
| Jødisk kalender      | 5405 – 5406             |
| Hindukalendere       |                         |
| - Vikram Samvat      | 1700 – 1701             |
| - Shaka Samvat       | 1567 – 1568             |
| - Kali Yuga          | 4746 – 4747             |
| Iransk kalender      | 1023 – 1024             |
| Islamisk kalender    | 1055 – 1056             |

Konge i Danmark: Christian 4. – 1588-1648
Se også 1645 (tal)

## Begivenheder

### Januar
- 10. januar – Ærkebiskoppen af Canterbury, William Laud, halshugges på Tower Hill efter at være fundet skyldig i forsøg på at omstyrte den protestantiske religion og for at være fjende af Parlamentet. Der går 15 år, inden der udnævnes en ny ærkebiskop.
- Sommer – Belejringen af Chania

### Maj
- 20. maj - Christian 4. påbyder præsterne i Sjællands Stift at føre kirkebøger. Det følgende år kommer påbuddet også til at gælde for Jyllands, Fyns og Skånes stifter

### Juni
- 14. juni - i et afgørende slag under den engelske borgerkrig besejrer Oliver Cromwells "jernsider" den kongelige engelske hær ved Naseby

### Juli
- 10. juli - Oliver Cromwells rytterhær, "rundhovederne", besejrer de kongetro styrker ved Langport. De fleste af royalisterne overgiver sig

### August
- 13. august – Torstenson-Krigen og Horns krig afsluttes med en fredsaftale i Brömsebro, hvor Danmark må afgive betydelige besiddelser
- 30. august - Hollandske indvandrere slutter fred med indianerne i New Amsterdam (nu New York)

### Oktober
- 16. oktober - Slaget ved Sherburn-in-Elmet. Yorkshire